# Codex Monacensis slavicus 4

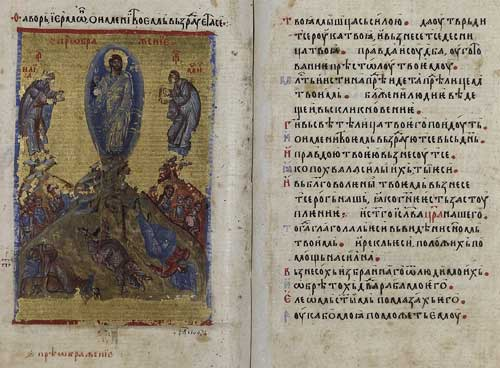
Psautier serbe

Le Codex Monacensis slavicus 4 (ou psautier serbe de Munich) est un manuscrit enluminé serbe de la fin du Moyen Âge conservé à  la Bayerische Staatsbibliothek (Bibliothèque d'État de Bavière) de Munich.

## Historique et description
Ce psautier rédigé en ancien alphabet cyrillique a été commandé à la fin du XIVe siècle par le prince Stefan Lazarević. Il mesure 28 cm sur 19,5 cm et comporte 200 folios. Ses 148 miniatures souvent de pleine plage en font un témoignage exceptionnel de l'orthodoxie serbe.
Le manuscrit faisait partie de la bibliothèque du neveu du prince Stefan, le prince Georges Ier Branković, et puis a été conservé au monastère de Privina Glava dans les montagnes de Fruška gora, jusqu'en 1688, au moment de l'expédition ottomane contre Vienne. Il est entré ensuite en possession de Wolfgang Heinrich von Gemell zu Flischbach qui en fait don à l'abbaye de Gotteszell, abbaye cistercienne en Forêt de Bavière, puis le psautier est envoyé à l'abbaye Saint-Emmeran de Ratisbonne en 1782 dont les biens sont  sécularisés après 1803. C'est ainsi que le psautier fait partie de la Bibliothèque royale de Munich, devenue en 1919 la Bibliothèque d'État de Bavière.